# Very Small Array
Le Very Small Array (VSA) était un radiotélescope composé de 14 éléments interférométriques conçu pour étudier le fond diffus cosmologique dans la bande de fréquences située entre 26 et 36 GHz. Exploité par l'université de Cambridge, l'université de Manchester et l'Institut d'astrophysique des Canaries, il était situé à l'observatoire du Teide sur l'île de Tenerife. Les instruments ont été construits à l'observatoire de radioastronomie Mullard par le Cavendish Astrophysics Group (en) et l'observatoire de Jodrell Bank, grâce à des fonds du Particle Physics and Astronomy Research Council britannique (maintenant partie du STFC). Son architecture est largement inspirée du Cosmic Anisotropy Telescope (en),.
Le télescope était doté d'une précision semblable à d'autres projets d'étude du fond diffus cosmologique, dont les instruments embarqués à bord de ballons stratosphériques BOOMERanG et MAXIMA, ainsi que les instruments au sol de DASI et de CBI.